# Caraz
Caraz (del quechua ancashino: Qaaray ‘Lugar de magueyes’) fundada como San Ildefonso de Caraz en 1573, es una ciudad peruana, capital del distrito homónimo y de la provincia de Huaylas en el departamento de Áncash. Considerada la segunda ciudad más importante y poblada del Callejón de Huaylas después de Huaraz, se ubica a orillas del río Santa en el Callejón de Huaylas a 1 h de Huaraz, capital de la región y a 3 h de Chimbote. Al 2025 cuenta con una población urbana de 18.000 habitantes, y se halla a una altitud media de 2256 m s. n. m. Presenta un clima templado durante todo el año, con temperaturas que oscilan entre los 15° y 25 °C.
Durante la época colonial se consolidó como un centro comercial y administrativo estratégico, al servir como punto de conexión entre la costa y la sierra, facilitando el intercambio de productos y fortaleciendo la presencia española en la zona. En la gesta de la Independencia del Perú, sus habitantes participaron de forma activa en la lucha emancipadora, ofreciendo apoyo logístico y humano a las fuerzas patriotas, dejando una huella imborrable en la historia regional y local. 
En la actualidad, Caraz está experimentando un notable crecimiento demográfico y urbano, consolidándose como un eje de desarrollo y referente regional. Su ubicación estratégica en la red vial de la sierra norte, que sumado a su destacada producción agrícola y agroindustrial, ha impulsado su desarrollo económico. 

## Toponimia
La versión más aceptada dice: que el vocablo «Caraz» se origina de la voz quechua ancashino qaaray o qarash, que significa “Penca”, “maguey” o “agave americana”, una planta de hojas gruesas, fibrosas y espinosas, ampliamente distribuida en los valles interandinos de Áncash. Este término hacia referencia a la abundancia natural de estas plantas en el entorno donde se fundó el pueblo. Durante la época preincaica y colonial, las pencas eran usadas para fabricar sogas, tejidos, techos y bebidas fermentadas, lo cual les daba un valor económico y cultural importante. Esta variante quechua se ha visto fundamentada con el hallazgo, en las tumbas antiguas, de piezas de textilería hechas con fibra de penca.
Durante la época colonial, el topónimo original fue castellanizado por Alonso de Santoyo y Valverde en 1573 al fundar oficialmente la ciudad bajo el nombre de San Ildefonso de Caraz. Este proceso siguió patrones lingüísticos comunes en la adaptación de nombres quechuas al español. Según el lingüista Félix Julca Guerrero, uno de los cambios ortográficos más frecuentes fue la transformación del sonido “sh” en “z” (como en Qarash → Caraz). La gutural quechua “q” también se suavizó a “c”, y el nombre adoptó una terminación familiar al oído español. De esta manera, “Caraz” no es una invención hispana, sino una forma adaptada de un nombre andino profundo, cargado de identidad ecológica y cultural. 

## Símbolos

### Escudo
El escudo de Caraz está compuesto por una simbología profundamente andina y local, destacando al majestuoso nevado Huandoy y al emblemático Alpamayo. A sus pies se representa la Laguna Parón, fuente hídrica y natural de la ciudad, todo enmarcado por un cóndor andino de alas abiertas, símbolo de libertad, fuerza y vigilancia sobre los cielos del Callejón de Huaylas. El escudo está rodeado por ramas de laurel, emblema del honor y la gloria, y lleva en su parte inferior la inscripción: "Caraz, Capital Turística del Callejón de Huaylas", reforzando su identidad como centro cultural, ecológico y turístico del norte de Áncash.

### Bandera
La bandera de Caraz integra una composición de colores que reflejan la riqueza natural y cultural de la ciudad: el verde intenso simboliza la fertilidad de su campiña y sus vastas áreas agrícolas; el azul celeste representa el cielo despejado y la pureza de las alturas; el blanco expresa la nieve eterna de la Cordillera Blanca que custodia la ciudad; en el centro de la franja blanca destaca la palabra “CARAZ” en mayúsculas, representando identidad, orgullo y autonomía. Este símbolo es izado en ceremonias oficiales y festividades cívicas como expresión del espíritu caracino.

### Himno
El himno a Caraz es una composición musical que resalta la belleza natural de este lugar, su cielo limpio, montañas hermosas y paisajes soleados, así como la nobleza y calidez de su gente, tanto mujeres como hombres. Además, alude al valor turístico y cultural de la ciudad, mencionando incluso a Antonio Raimondi, quien admiró profundamente esta tierra. La letra fue escrita por el artista y profesor Eugenio Ángeles Gutiérrez (Hijo Ilustre de la Provincia de Huaylas) y la música compuesta por Juan Bautista Maguiña. El himno se ha convertido en una pieza clave en actos cívicos, educativos y festivos, fortaleciendo el sentido de identidad cultural.

## Geografía

### Ubicación
La ciudad de Caraz (capital de la provincia de Huaylas) se encuentra al norte del Callejón de Huaylas, a orillas del río Santa, entre la Cordillera Blanca y la Cordillera Negra. Caraz se ubica a 15 km al norte de Yungay, a 67 km al norte de Huaraz, la capital regional y a 471 km de Lima, la capital del Perú. Esta ciudad pertenece a la región natural Yunga al estar ubicado a una altitud aproximada de 2256 m s. n. m.
| Noroeste: Distrito de Mato         | Norte: Distrito de Santa Cruz | Nordeste: Distrito de Santa Cruz |
| Oeste: Distrito de Pamparomás      |                               | Este: Provincia de Yungay        |
| Suroeste: Distrito de Pueblo Libre | Sur: Provincia de Yungay      | Sureste: Provincia de Yungay     |

### Orografía
Fisiográficamente, la ciudad de Caraz, es parte del Valle Interandino del Callejón de Huaylas desarrollado a ambas márgenes del Río Santa, entre la Cordillera Blanca y Negra. El paisaje donde se encuentra enclavada la ciudad, presenta terrazas bajas e intermedias; la topografía es con declives no mayor de 15%, los suelos son de elevado potencial agrícola constituyendo las mejores tierras de la Provincia y del Callejón de Huaylas. Caraz posee un potencial estratégico debido a su orografía privilegiada, ya que los suelos sobre los que se asienta la ciudad están compuestos principalmente por depósitos aluviales antiguos, conformados por conglomerados compactos, arenas, limos y gravas. Estos suelos, ubicados en terrazas aluviales del río Santa y conos de deyección de quebradas como Llullán, presentan una buena capacidad portante, lo que los hace aptos para la continua edificación urbana. 

### Hidrografía
El sistema hidrográfico de la ciudad de Caraz está constituido por la cuenca del río Santa, uno de los sistemas hidrográficos más importantes de la vertiente del Pacífico. Este río atraviesa el Callejón de Huaylas de sur a norte, recibiendo aportes permanentes del deshielo glaciar. Dentro de esta cuenca, la subcuenca Parón–Llullán es fundamental para Caraz, ya que proporciona el agua para consumo humano, riego y producción energética. El río Llullán, que nace del desagüe de la laguna Parón, atraviesa la ciudad y desemboca en el río Santa, siendo la vena vital del ecosistema urbano. La Laguna Parón, ubicada a 4 185 m s. n. m., es la más grande e importante de la Cordillera Blanca. Tiene más de 55 millones de metros cúbicos de agua y está alimentada por glaciares como el Artesonraju y el Huandoy. A esto, se le suma otras lagunas como Miramar y Pampacocha, las cuales son usadas para abastecer la hidroeléctrica Cañón del Pato y proveer agua potable a toda la población de Caraz.

### Clima
El clima de Caraz se caracteriza por ser semiárido y templado, con temperaturas medias anuales que oscilan entre 15 °C durante la noche y 25 °C durante el día, así como temperaturas máximas absolutas que alcanzan los 30 °C, lo cual caracteriza a esta ciudad por poseer un clima agradable todo el año. Las lluvias suelen ser escasas, sin embargo la precipitaciones nunca son superiores a 500 mm, es decir, a diferencia de otras ciudades de la región, donde la temporada de lluvias puede ser mucho más intensa y prolongada, en Caraz las precipitaciones son moderadas, por ende, posee un ambiente mucho más agradable y propicio para la agricultura y el turismo. Gracias a estas condiciones climáticas, se le considera como la ciudad con el mejor clima de Áncash.
| Parámetros climáticos promedio de Caraz | Parámetros climáticos promedio de Caraz | Parámetros climáticos promedio de Caraz | Parámetros climáticos promedio de Caraz | Parámetros climáticos promedio de Caraz | Parámetros climáticos promedio de Caraz | Parámetros climáticos promedio de Caraz | Parámetros climáticos promedio de Caraz | Parámetros climáticos promedio de Caraz | Parámetros climáticos promedio de Caraz | Parámetros climáticos promedio de Caraz | Parámetros climáticos promedio de Caraz | Parámetros climáticos promedio de Caraz | Parámetros climáticos promedio de Caraz |
| Mes                                     | Ene.                                    | Feb.                                    | Mar.                                    | Abr.                                    | May.                                    | Jun.                                    | Jul.                                    | Ago.                                    | Sep.                                    | Oct.                                    | Nov.                                    | Dic.                                    | Anual                                   |
| --------------------------------------- | --------------------------------------- | --------------------------------------- | --------------------------------------- | --------------------------------------- | --------------------------------------- | --------------------------------------- | --------------------------------------- | --------------------------------------- | --------------------------------------- | --------------------------------------- | --------------------------------------- | --------------------------------------- | --------------------------------------- |
| Temp. máx. media (°C)                   | 23.4                                    | 22.7                                    | 23.8                                    | 23.6                                    | 24.1                                    | 24.3                                    | 24.5                                    | 24.2                                    | 24.7                                    | 24.0                                    | 23.3                                    | 23.5                                    | 23.8                                    |
| Temp. media (°C)                        | 16.8                                    | 16.5                                    | 16.9                                    | 16.3                                    | 16.4                                    | 15.7                                    | 15.9                                    | 16.2                                    | 17.1                                    | 16.6                                    | 16.8                                    | 16.7                                    | 16.5                                    |
| Temp. mín. media (°C)                   | 11.5                                    | 12.2                                    | 12.4                                    | 12.1                                    | 11.2                                    | 10.4                                    | 10.1                                    | 10.8                                    | 11.3                                    | 12.0                                    | 11.4                                    | 11.8                                    | 11.4                                    |
| Precipitación total (mm)                | 23.1                                    | 27.1                                    | 28.4                                    | 17.3                                    | 8.4                                     | 2.4                                     | 1.6                                     | 1.6                                     | 5.1                                     | 14.6                                    | 16.8                                    | 23.7                                    | 170.1                                   |
| Días de precipitaciones (≥ 1 mm)        | 5.5                                     | 5.0                                     | 6.1                                     | 4.0                                     | 2.1                                     | 0.7                                     | 0.5                                     | 0.4                                     | 1.4                                     | 3.3                                     | 3.7                                     | 4.9                                     | 37.6                                    |
| Humedad relativa (%)                    | 88                                      | 90                                      | 89                                      | 85                                      | 80                                      | 75                                      | 70                                      | 68                                      | 72                                      | 78                                      | 84                                      | 88                                      | 80.6                                    |
| Fuente: Weatherspark                    |                                         |                                         |                                         |                                         |                                         |                                         |                                         |                                         |                                         |                                         |                                         |                                         |                                         |

## Población
La ciudad de Caraz constituye el principal núcleo urbano de la provincia de Huaylas y uno de los centros poblados más importantes de Áncash. Durante el siglo XX, experimentó un crecimiento demográfico moderado, consolidándose como centro administrativo, agrícola y comercial. En 1981, su población urbana era de 8,210 habitantes, concentrados en el casco antiguo. A partir de la década de 1990, inició un proceso de expansión más dinámica, impulsado por mejoras en infraestructura, servicios y una creciente migración desde zonas rurales.
A principios del siglo XXI, Caraz experimentó un notable crecimiento urbano y demográfico, pues en 2007, su población urbana ya superaba los 12,400 habitantes, y para 2017 alcanzó los 15,204, consolidándose como la segunda ciudad más poblada del Callejón de Huaylas. Se proyecta que en 2025 bordeará los 18,000 habitantes, gracias a la diversificación económica, el auge del comercio y el turismo, fortaleciendo su rol como un eje regional en pleno desarrollo.
La religión predominante en Caraz es la Cristiana, dentro de las cuales el 77.8% de la población caracina profesa la fe católica, mientras que el 14.3% se considera evangélica, asimismo el 2.4% pertenece a otras religiones, finalmente el 5.6% no está asociada a ninguna religión.

## Historia

### Presencia en el antiguo Perú
La presencia humana en el territorio de la actual ciudad de Caraz se remonta a finales del Pleistoceno e inicios del holoceno, entre 10,000 a 9,000 a.c. el sitio con la ocupación más antigua estudiado en esta zona del callejón de huaylas, es la Cueva del Guitarrero (Cordillera Negra), localizado por el Dr. Thomas F. Lynch con una datación aproximada de 10000 a. C. Entre los 5,000 y 8000 a. C. se encuentra cultígenos de ají (Capsicum cf. chinense), frijoles (Phaseolus vulgaris), restos de mazorca de maíz, así como la crianza incipiente del cuy, lo que indica el temprano origen de la agricultura.
En el año 1500 a. C. surge el estado Teocrático de Chavín, regido por Sabios sacerdotes, cultura que se extiende a gran parte del actual territorio del Perú y dura hasta el año 200 a. C.
Luego de Chavín florecen otras culturas Huaraz Blanco sobre Rojo, luego ingresa la cultura Recuay que dura hasta el año 8 d. C. Hasta el siglo XII d. C. los Waris que vienen de Ayacucho construyen ciudades y caminos y se les considera el segundo gran Imperio Pre-Inca; al desintegrarse los Waris quedan pequeños reinos o señoríos gobernados por régulos, los Huaylas, Pincos, Piscobambas, Huaras y Huallas.
En el año 1460 los ejércitos imperiales de Cusco invaden este territorio bajo el comando del Inca Tupac Yupanqui, la guerra es feroz, los reinos ofrecen una dura resistencia que cede cuando Huayna Cápac Inca del Tahuantinsuyo toma por esposas a Contarhuacho, hija del Gobernante del Hanan Huaylas y a Añas Kolque de Urin Huaylas. La hija de Huayna Cápac y Contarhuacho, una jovencita nacida en el año 1515 en Tocash (actual Provincia de Huaylas), llamada Quispe Sisa, es entregada como concubina a Francisco Pizarro en Cajamarca; esta unión que procrea 3 hijos, inicia el mestizaje en el Perú, ella es bautizada en la Iglesia católica, con el nombre de Inés Huaylas Yupanqui.
Podemos ubicar en Caraz importantes manifestaciones arqueológicas, las cuales no están aún plenamente identificadas y presumiblemente algunos monumentos arqueológicos que subsisten pertenecen a las culturas Recuay, Wari, o Inca.

### Época Virreinal
En la época colonial, no se registraron acontecimientos de trascendencia, sin embargo, se sabe que ya existía un pueblo desde aquella época, en el actual asentamiento de la ciudad.
El territorio Huaylas (hoy Ancash), desde 1569, con sus corregimientos pertenecía al Arzobispado de Lima; cuando se crearon las intendencias en 1786, sus Provincias se integraron a 2 de dichas intendencias: Huaylas, Conchucos y Cajatambo a la de Tarma y Santa a la de Lima; En noviembre de 1780 debido a las injusticias los huaylinos se levantaron, paralelo a la sublevación de Tupac Amaru II (pero sin vinculación entre ambos movimientos); como consecuencia el Corregidor de Huaylas, Márquez de Casa Hermoza, aplicó la pena de horca a 73 cabecillas.

### Época Republicana

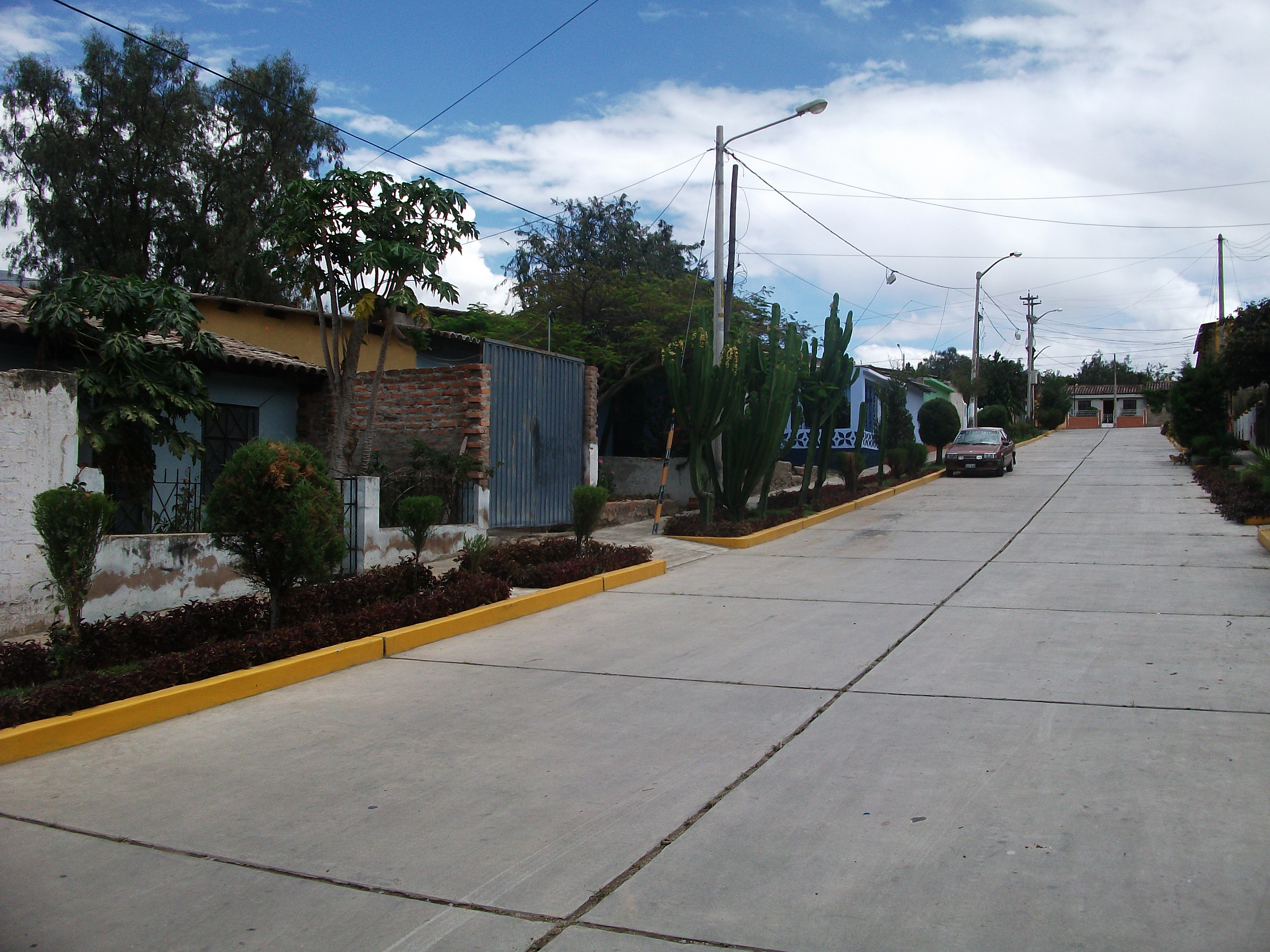
Vista del Jr. Virgen de la Asunción

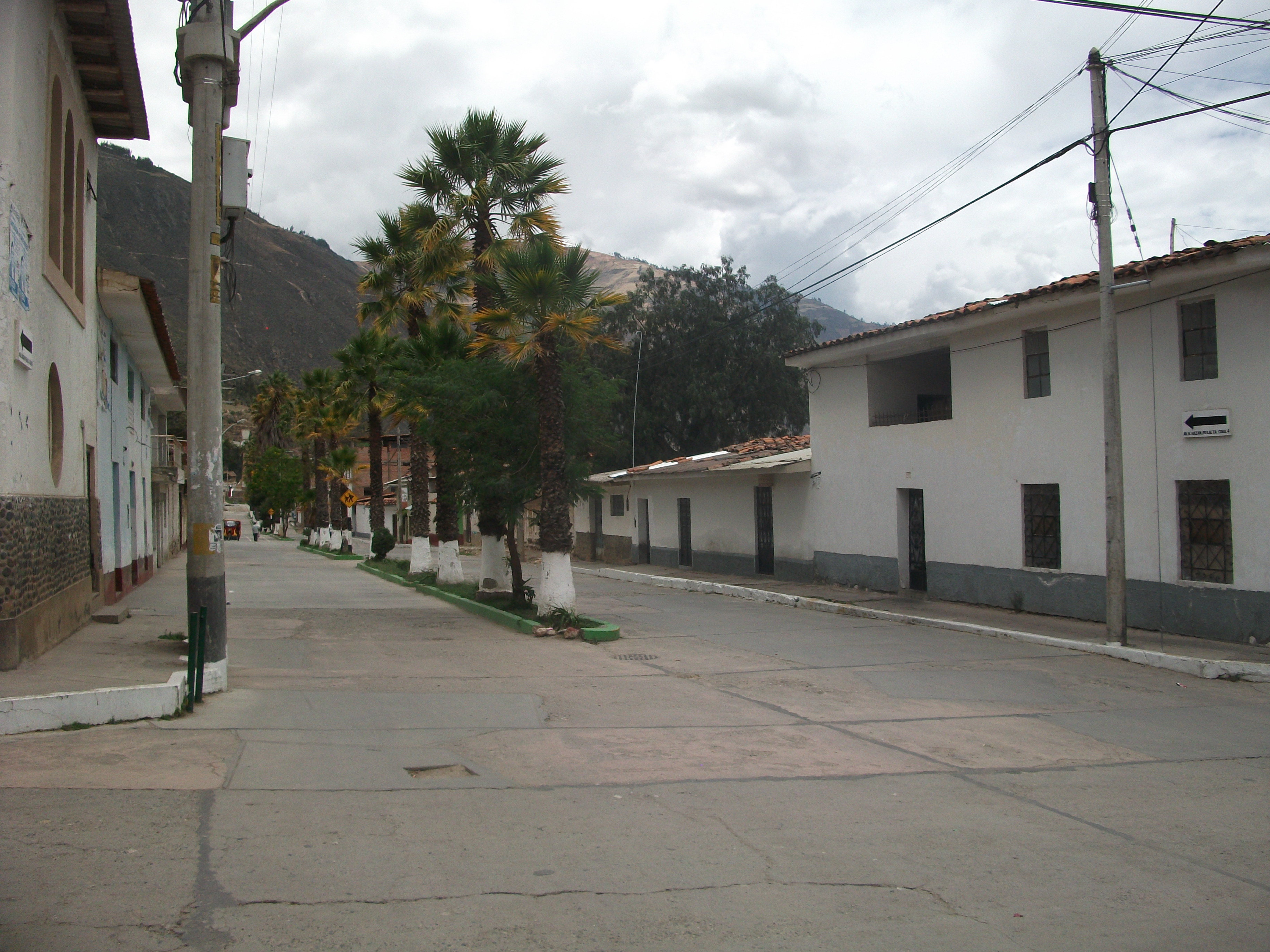
Vista de la Av. Noé Bazán Peralta

Caraz fue creado por el Libertador Simón Bolívar, siendo legitimado como tal el 29 de diciembre de 1856 por el entonces Presidente peruano Mariscal Don Ramón Castilla. Fue designada como capital de la provincia de Huaylas el 25 de julio de 1857.
En la época de la emancipación, Caraz sirvió, como los demás pueblos del Callejón de Huaylas, de cuartel general para las fuerzas del ejército Libertador de San Martín, desde donde marcharon a las batallas finales de Junín y Ayacucho.
El 12 de febrero de 1821 por el Reglamento Provisorio de Huaura, expedido por Don José de San Martín crea el Departamento o Presidencia de Huaylas que comprende la parte de Sierra; el 12 de julio de 1835, por Decreto de Don Felipe  Santiago Salaverry, se crea el Departamento de Huaylas, con su capital.
El 28 de febrero de 1839, luego de la Batalla de Pan de Azúcar en Yungay (20 de enero). Agustín Gamarra, presidente provisorio del Perú cambia el nombre ancestral de Huaylas por el de Ancash, en referencia al riachuelo a cuyas orillas se libró la batalla. Por Ley del 3 de junio de 1828, Caraz ostenta el título de villa; el 25 de julio de 1857 se crea la Provincia de Huaylas (la más antigua)  otorga a Caraz el rango de Capital de dicha Provincia; el 16 de abril de 1861 por Ley Caraz ostenta el título de Ciudad; el 24 de septiembre de 1869 se designa con el nombre de “Dos de Mayo” al primer Centro Educativo de Caraz.
Por disposición de Agustín Gamarra, en 1839, se traslada la fecha de la fiesta de la Virgen de Chiquinquirá del 26 de diciembre al 20 de enero, en agradecimiento eterno por haber guiado el triunfo del ejército restaurador chileno peruano, el 20 de enero de 1839 en la Batalla de Yungay. 
Durante finales de este siglo, sin embargo, también enfrentó grandes tensiones sociales, especialmente tras la Guerra del Pacífico. La Rebelión de Pedro Pablo Atusparia en 1885, donde Caraz fue un escenario clave, puso en evidencia la profunda desigualdad social y la resistencia indígena frente a los abusos del poder local y la política centralista. En el siglo XX, Caraz vivió un proceso de modernización, destacando proyectos como el ferrocarril Chimbote-Huallanca, que integró comercialmente a la región. Sin embargo, también sufrió la devastación del terremoto de 1970, que arrasó a ciudades vecinas como Yungay. A pesar del desastre, Caraz logró posicionarse como centro de ayuda humanitaria y demostró una gran capacidad de resiliencia. La catástrofe marcó un hito que dio paso a un renovado esfuerzo por reconstruir y reactivar la región. 
Hoy, Caraz es una ciudad con una economía diversificada, combinando agricultura, agroindustria, comercio y un turismo en expansión, gracias a su rica cultura, festividades y entorno natural. Su crecimiento urbano presenta retos en infraestructura, pero también oportunidades para consolidarse como eje de desarrollo regional. El legado histórico y la vitalidad actual de Caraz reflejan un proceso constante de adaptación y superación que la convierte en una ciudad emblemática de la sierra peruana.
Caraz es la segunda ciudad de Áncash en contar, desde fines del siglo XIX, con la presencia de un colegio secundario, justamente el Colegio Dos de Mayo, semillero de un tropel dinámico de personalidades regionales. La festividad de este histórico colegio, se celebra alrededor del 2 de mayo y puede durar varios días, es conocida como el “Día del Reencuentro Dosdemaino” y destaca por su gran impacto social y económico en la provincia de Huaylas. Su origen se remonta a la visita del presidente José Balta en 1867, cuando alentó a los jóvenes de Caraz a participar en la defensa nacional tras el combate naval del 2 de mayo de 1866 contra España, marcando así una tradición de reencuentro y orgullo regional.

## Transporte
A Caraz se puede llegar por bus desde Lima (10 horas), por Huaraz en colectivo (1:10 h) o desde Chimbote (5 h). Varios buses al día salen hacía o desde Lima, Chimbote y Trujillo. Asimismo, hay vuelos diarios desde y hacia la ciudad de Lima utilizando el aeropuerto de la localidad de Anta (38 km al sur de Caraz).
Desde Lima se llega tomando la Carretera Panamericana Norte (Ruta Nacional 1N) y luego por el desvío pasando el poblado de Paramonga (Ruta Nacional 14), hasta llegar al desvío donde se encuentra la laguna de Conococha, ubicada en la provincia ancashina de Bolognesi, entrando por la carretera del Callejón de Huaylas (Ruta Nacional 3N) que corre paralela al río Santa hasta la localidad de Yuracmarca, donde gira hacia el oeste (Ruta Nacional 12) y conecta nuevamente con la Panamericana Norte en la ciudad de Santa.
Caraz es una ciudad en crecimiento, con una expansión urbana notable en los últimos años. El transporte público se ha diversificado con taxis, mototaxis y un aumento en el uso de autos colectivos para trayectos urbanos y hacia distritos cercanos.

## Turismo
Caraz, joya del Callejón de Huaylas en el corazón de los Andes peruanos, ofrece paisajes natural de impresionante belleza, rodeado de majestuosas montañas, lagunas turquesas y pintorescos pueblos. Reconocido por su hospitalidad y su riqueza cultural, Caraz es un destino turístico que combina tradiciones ancestrales con la exuberancia de su entorno. Entre los lugares para visitar en Caraz encontramos los siguientes sitios turísticos:

### Plaza de Armas

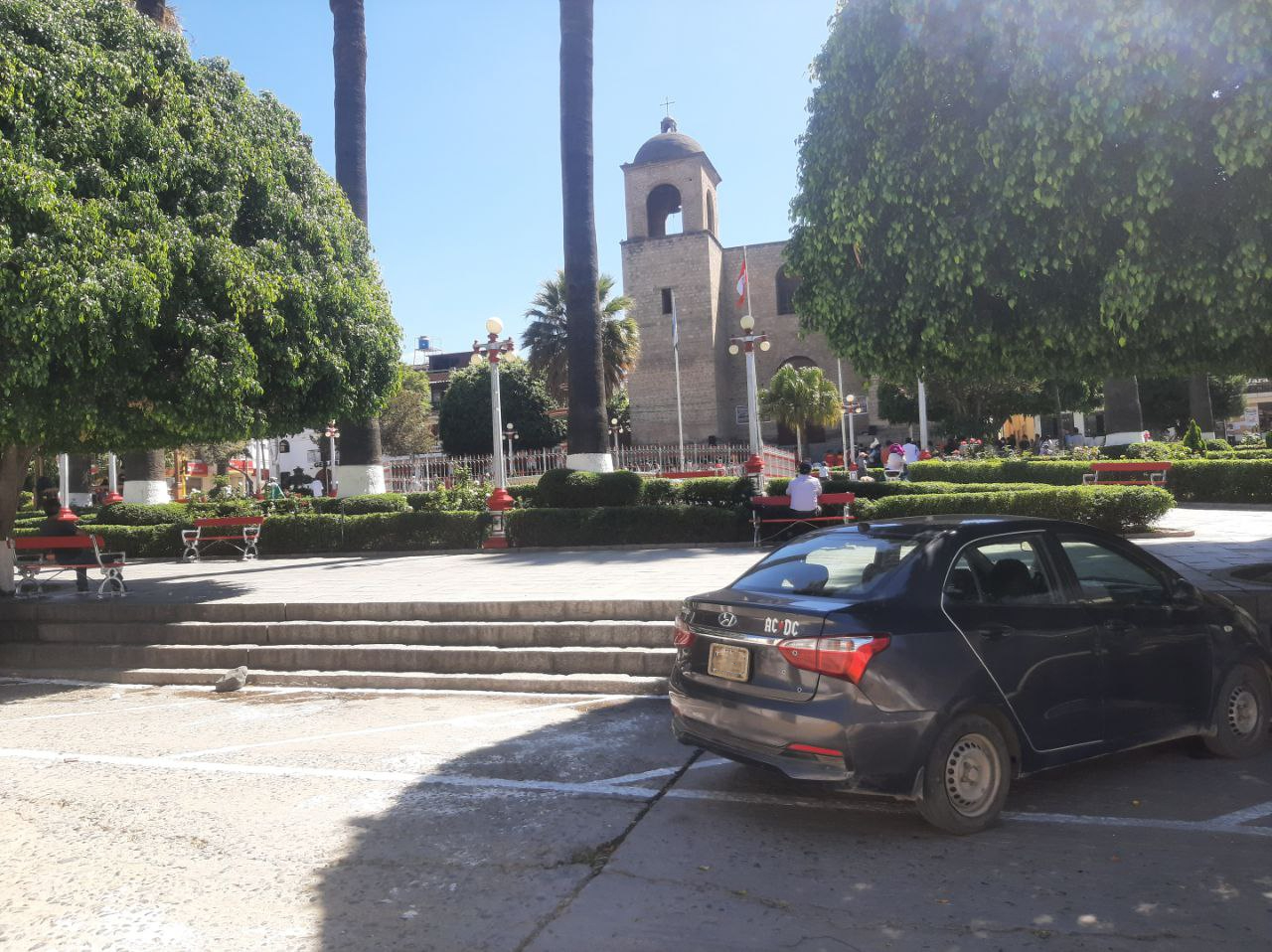
Vista Lateral de la Plaza de Armas de la ciudad de Caraz

Considerada como la Plaza de Armas más hermosa del Callejón de Huaylas, fue inaugurada el 4 de octubre de 1898, es un bello conjunto de paseos y jardines, en cuyo lugar preferente se ubica un monumental Templo de Piedra (se colocó la primera piedra el 28 de julio de 1877). En esta plaza existe una casa antigua en cuya fachada una placa recordatoria, señala que fue el alojamiento del Libertador don Simón Bolívar, cuando el 1 de diciembre de 1823, llegó al pueblo de San Ildefonso de Caraz, alojándose en la regia mansión del español y Subdelegado del Rey Don Melchor Gutiérrez García del Oyo, estableciendo aquí su cuartel general. Así mismo conserva una pileta de 1891, construida bajo los auspicios de Don Joaquín Castellanos, y un kiosco de retretas (Glorieta) construido en 1927 por gestión del entonces Alcalde, Don Domingo Castro Herrera.

### Templo de Chiquinquirá
El Templo de Chiquinquirá, es muy conocido por contener un lienzo de una Virgen María, con el Niño en brazos acompañado de San Andrés y San Antonio. Este lienzo fue traído según cuenta la tradición por las fuerzas libertadores del pueblo del mismo nombre en Venezuela. El 20 de enero de cada año se celebra la fiesta en homenaje de la Virgen de Chiquinquirá.

### Museo Municipal Hernán Osorio Herrera
El Museo Municipal de Caraz es un espacio cultural valioso para conocer la historia y patrimonio local, se encuentra ubicado en el Jr. San Martín (cerca de la Plaza de Armas). Fundado en 1994 gracias a la donación inicial de 735 piezas arqueológicas por Hernán Osorio Herrera. En el 2009 se trasladó al segundo piso de una casona llamada Club Unión Caraz (construida entre 1870 y 1880), esto fue posible gracias a las gestión del exalcalde Fidel Broncano Vásquez. Este museo es especialmente interesante por la famosa momia Ichiknuna (la momia más pequeña del Perú) y una cuidada colección de piezas que recorre miles de años de presencia humana en el Callejón de Huaylas, desde los primeros pobladores hasta los incas. Desde el 2001, es considerado Patrimonio Cultural de la Nación, la visita guiada y el hermoso espacio patrimonial enriquecen la experiencia cultural. 

### Laguna Parón

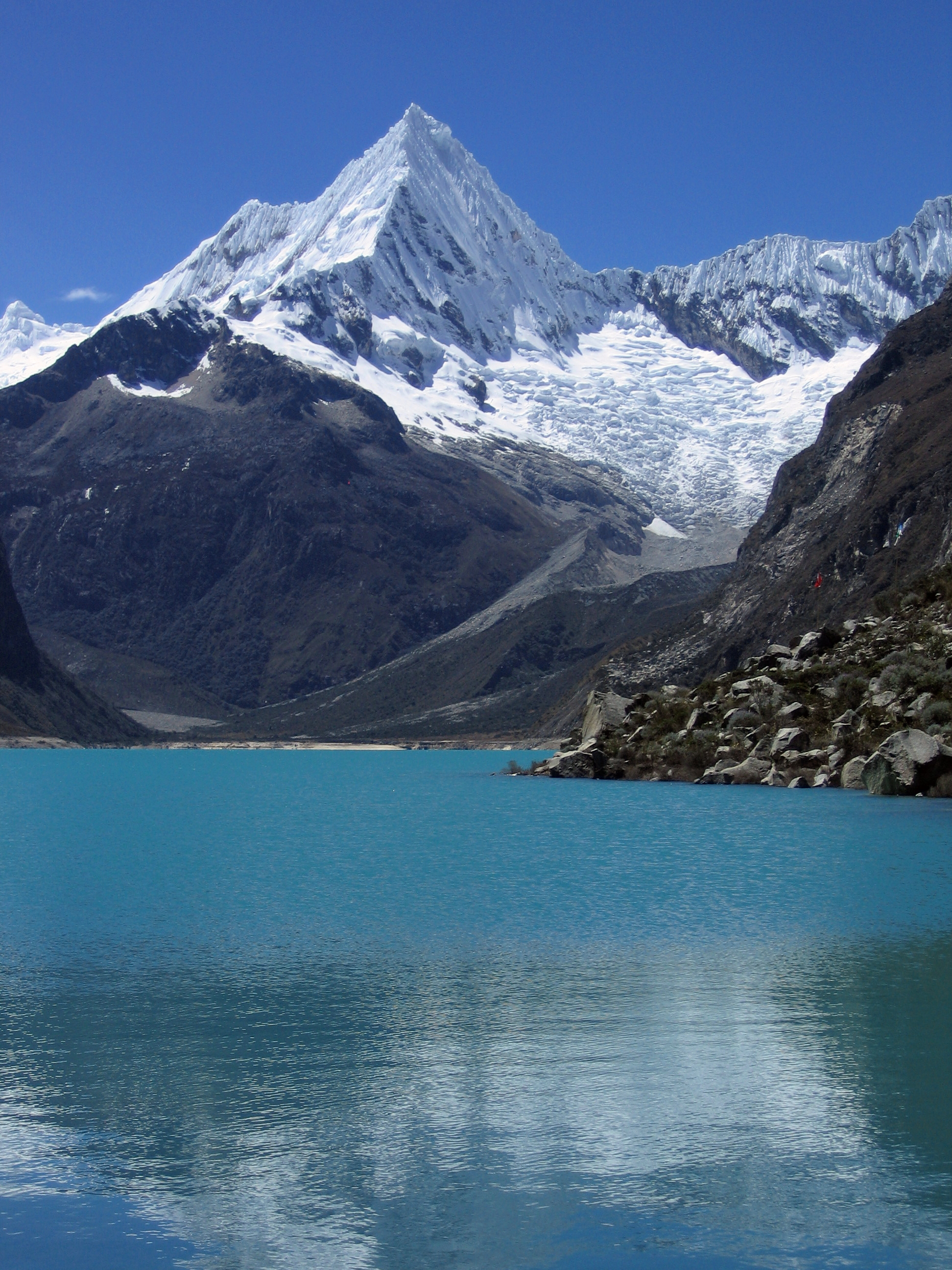
Laguna de Parón y el nevado Pirámide Garcilazo

La Laguna de Parón es el depósito de agua dulce más grande e importante del Callejón de Huaylas, ubicada a 32 km al este de Caraz y está rodeada por espectaculares y escarpados nevados. Se encuentra al pie del nevado Pirámide Garcilazo 5,885m, a 4,185 metros de altitud. Se estima en 55 millones de m³ su contenido. Se puede llegar hasta ella en taxi o en bicicleta de montaña. La laguna tiene un largo máximo de 3.720 metros, profundidad máxima de 76 m, una superficie de 185 ha y con un volumen de 70.000.000 m³.

### Puyas Raimondi de Winchus
Las Puyas Raimondi en Hinchus, el más grande rodal de bromelias conocidas como "Puya Raimondi" (Porrurretia gigantea), registrado en el Departamento de Ancash. A una altitud de 4.200 m a 46 km al oeste de Caraz. Constituye un mirador natural y desde aquí se aprecian 145 km de paisajes de la Cordillera Blanca. La Puya raimondi es la inflorescencia más grande del mundo, puede vivir hasta 100 años y crecer hasta los 10 m de altura.

### Cañón del Pato
El Cañón del Pato es la formación natural de rocas de 14 km de longitud, ubicado a 22 km al norte de Caraz. Las Cordilleras Blanca y Negra discurren paralelas de sur a norte por cerca de 140 km, manteniendo una distancia promedio de 16 km entre sí; a partir del lugar denominado "Bocatoma", ambas se aproximan progresivamente, hasta el punto de casi hacer contacto al llegar al "Túnel Mellizo". Una carretera afirmada lo recorre hasta la ciudad de Huallanca (35 km de Caraz). Sus 35 túneles, el torrentoso Río Santa y lo vertical y agreste de sus acantilados, hacen de este paraje una visita inevitable.

### Trek Santa Cruz
Trek Santa Cruz, es el más famoso y espectacular trek en la Cordillera Blanca. Para hacer el trek se debe tomar un taxi colectivo hasta el punto de inicio de Cashapampa (2900 m s. n. m.). El trek puede ser realizado en 4 o 5 días. Para orientación es mejor usar el mapa de Alpenverein del área de la Cordillera Blanca. Las directivas del parque nacional Huascarán, recomiendan tomar los servicios de un Tour Operador autorizado (existen tres en la ciudad de Caraz).

### Sitio Arqueológico de Tumshukayko
Tumshukayko es un sitio arqueológico monumental ubicado al norte de la ciudad de Caraz en el Barrio Nueva Victoria a 2 290 m s. n. m. Constituye una de las mayores concentraciones urbanas tempranas de los Andes, con un gran montículo central de forma rectangular cuyas medidas aproximadas son 300 m de largo × 200 m de ancho así como una altura de 30 m, rodeado por otros 7 montículos menores. Según los estudios, su nombre proviene del quechua y significa “aquí en el centro”. Su estructura principal está construida en piedra y utiliza escaleras al interior y exterior, galerías que recorren la parte interna. Se han encontrado además restos de cerámica y manifestaciones líticas. A este sitio se le atribuye una antigüedad de entre 2500 y 1600 a. C., correspondiente al Período Formativo Precerámico Tardío, anterior a la Cultura Chavín.
El monumento presenta arquitectura lítica avanzada, como muros curvos, piedras triangulares labradas, triángulos escalonados y una planificación espacial compleja. Presenta una ocupación inicial ceremonial y una posterior (300 a. C. – 500 d. C.) atribuida a la Cultura Huaylas, con más de 100 estructuras habitacionales. Desde 1999, la UNMSM lideró investigaciones arqueológicas que incluyeron excavaciones, mapeo y recuperación de artefactos. Pese a daños por ocupación moderna, se han iniciado acciones de protección y puesta en valor con fines educativos, culturales y turísticos para Caraz.

### Nevados

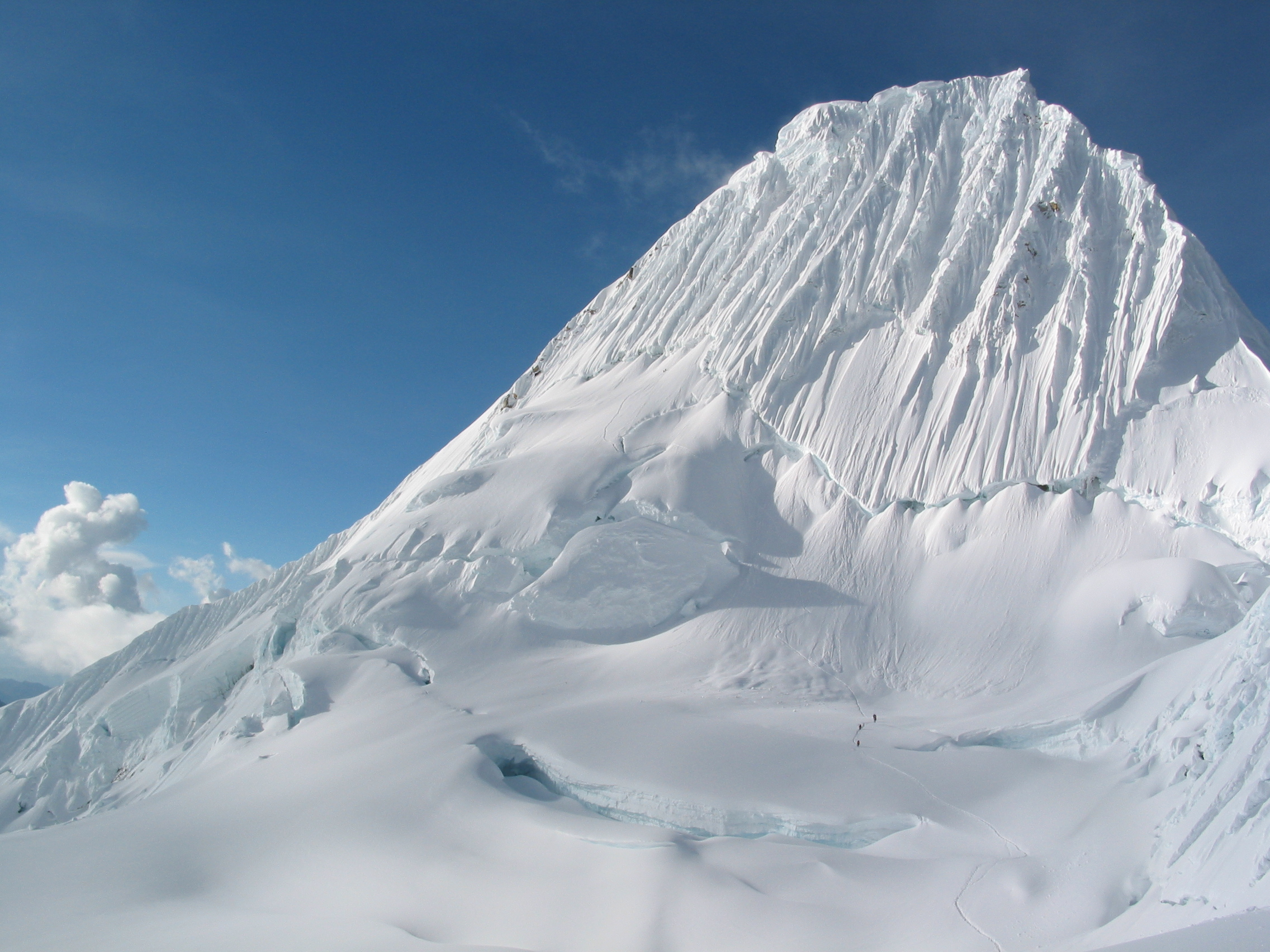
Nevado Alpamayo

La provincia de Huaylas posee la mayor superficie glaciar total de la Cordillera Blanca, con aproximadamente 87.05 km², cuenta con 121 glaciares), de los cuales 5.22 km² corresponden a glaciares libres de detritos y 81.83 km² a glaciares con cobertura de detritos y escombros. Por consiguiente, Caraz el cual es capital de esta provincia, podemos encontrar importantes Nevados andinos como el Huandoy (6.395 m) (en sus faldas encontramos la Laguna Parón), Santa Cruz (6.259 m), "Caraz I" (6.025 m), "Caraz II" (6.020 m), Artesonraju (5.979 m), Pirámide I (6.103 m), Pirámide II (4.727 m) y el Alpamayo (5.947 m) (considerada una de las montañas más bellas del mundo por su geometría casi perfecta). 

### Granja Interactiva Municipal
La Granja Interactiva Municipal de Caraz es un atractivo familiar ideal para pasar un día agradable en contacto con la naturaleza. Con entrada gratuita, horarios amplios, interacción animal, áreas de esparcimiento y venta de productos locales, se convierte en un espacio perfecto para aprender y divertirse. En este hermoso lugar habitan avestruces, codornices, gansos, cabras, pavos reales, cerdos y vicuñas, entre otros animales. Los visitantes pueden alimentarlos, aprender sobre su crianza y comprar productos como huevos de codorniz, gallinas de corral y avestruces, así como arándanos y productos lácteos.

### Cerro San Juan
El Cerro San Juan es una elevación ubicada al este de la ciudad de Caraz. Es considerado un destino turístico importante, valorado principalmente por su significado paisajístico, espiritual y cultural. En su cima se encuentra una cruz, lo que lo convierte en un lugar de peregrinación y actividades religiosas, especialmente durante celebraciones católicas. Además, ofrece vistas panorámicas del Callejón de Huaylas, siendo un punto habitual para caminatas y recorridos locales. Aunque no es uno de los atractivos turísticos más promocionados de Caraz, su cercanía y simbolismo le otorgan un papel importante dentro de la identidad local. 

## Gastronomía

### Platos Típicos

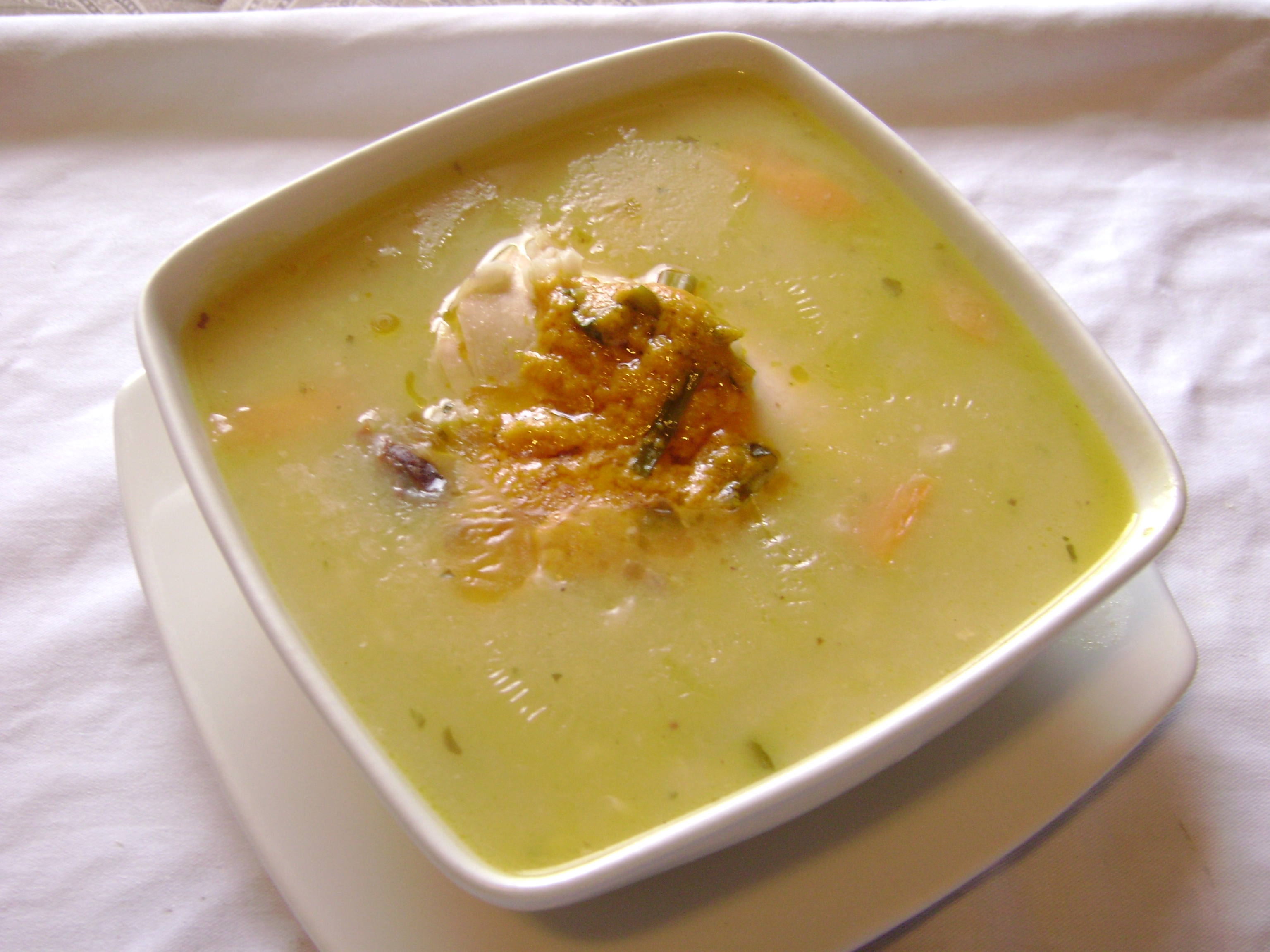
Llunca de gallina

La gastronomía de Caraz es un reflejo fiel de la tradición culinaria andina, que celebra el uso de ingredientes locales de alta calidad, como papas nativas, maíz, queso, carnes y hierbas aromáticas. Platos emblemáticos incluyen la pachamanca, cocinada bajo tierra con piedras calientes; el locro de gallina, una sopa espesa y reconfortante; las humitas y tamales; así como el picante de cuy, una preparación que destaca la riqueza del cuy en guisos serranos. Además, las sopas tradicionales como la llunca de gallina o el caldo de gallina ocupan un lugar especial en los desayunos y celebraciones regionales.

### Pastelería
Caraz también destaca por su dulcería artesanal, ganándose el apodo de “Caraz Dulzura”. El típico manjar blanco, la cuarteada (caja redonda artesanal, elaborada con finas ramas de sauce trenzadas y dividida en compartimentos, que contiene manjar blanco, jalea de membrillo, jalea de guayaba o manjar con yemas. Se adorna con fondant de colores, decorado con letras, flores o palmeras, creando un dulce regalo lleno de tradición y arte popular). De igual manera los helados de frutas autóctonas y los pasteles rellenos de manjar (son reconocidos en toda la región por su sabor auténtico y producción casera.

### Bebidas Artesanales
Además, la ciudad está experimentando un nuevo auge gastronómico con la proliferación de cervecerías, licores y vinos artesanales locales, encabezada por marcas como Mallku, cerveza IPA elaborada con hierbas andinas como menta y eucalipto; Aqará, el único destilado de agave silvestre y agua glaciar sin alcohol de Sudamérica premiado internacionalmente; y Morandina, vinos artesanales de berries como arándano y aguaymanto, producidos por Agronesis del Perú. A ellas se suman emprendimientos emergentes como Caraz Beer, con fuerte presencia en redes sociales, y Amankaybeer, cerveza hecha con agua de manantial, lo que refleja una identidad gastronómica andina moderna que fusiona tradición, insumos regionales y proyección cultural y comercial.

## Ecología
Caraz se encuentra en el norte del Callejón de Huaylas, a orillas del río Santa y al pie de la imponente Cordillera Blanca. Esta ubicación le otorga una ecología privilegiada, donde confluyen ecosistemas andinos, fluviales y de montaña. Su clima templado subhúmedo de montaña (Cwb) favorece una gran diversidad biológica.

### Flora
La vegetación en Caraz es variada, dependiendo de la altitud. En las zonas más bajas y templadas predominan cultivos como maíz, papa, quinua, alfalfa, eucalipto, chirimoya, lúcuma y el maguey. En las partes más altas se encuentran pajonales andinos, ichu (Stipa ichu) y arbustos como la taya y el quishuar (Buddleja coriacea), que son típicos de los ecosistemas altoandinos. También crecen especies ornamentales como las retamas, molles y tunas, y en las quebradas, bosquecillos relictos de queñuales (Polylepis spp.), árboles nativos adaptados al frío. La actividad agrícola ha transformado buena parte del valle, pero aún se conservan zonas de vegetación silvestre en los cerros y quebradas, que cumplen funciones vitales en la conservación del suelo y el equilibrio hídrico.

### Fauna
La fauna de Caraz también refleja su ubicación entre la Cordillera Blanca y el valle interandino. Se pueden encontrar zorros andinos, venados de cola blanca, vizcachas, hurones andinos, zarigüeyas, incluso pumas. En los ríos y quebradas es posible hallar truchas y pejerrey, y en las alturas, ranas altoandinas, algunas en peligro por el cambio climático. La diversidad de aves es variada, entre ellos destacan el cóndor andino, el caracara cordillerano, colibríes, tórtolas, garzas, rapaces y aves canoras como el zorzal andino. Las lagunas altoandinas cercanas, como Parón o Artesoncocha, sirven de refugio temporal para aves migratorias.

## Autoridades
La ciudad de Caraz, capital de la histórica provincia de Huaylas, se organiza políticamente como parte del sistema democrático descentralizado del Perú. Su administración local está a cargo de la Municipalidad Provincial de Huaylas, encabezada por un alcalde elegido por voto popular cada cuatro años. No existe una autoridad restringida a la ciudad.

### Municipales
- 2023 - 2026

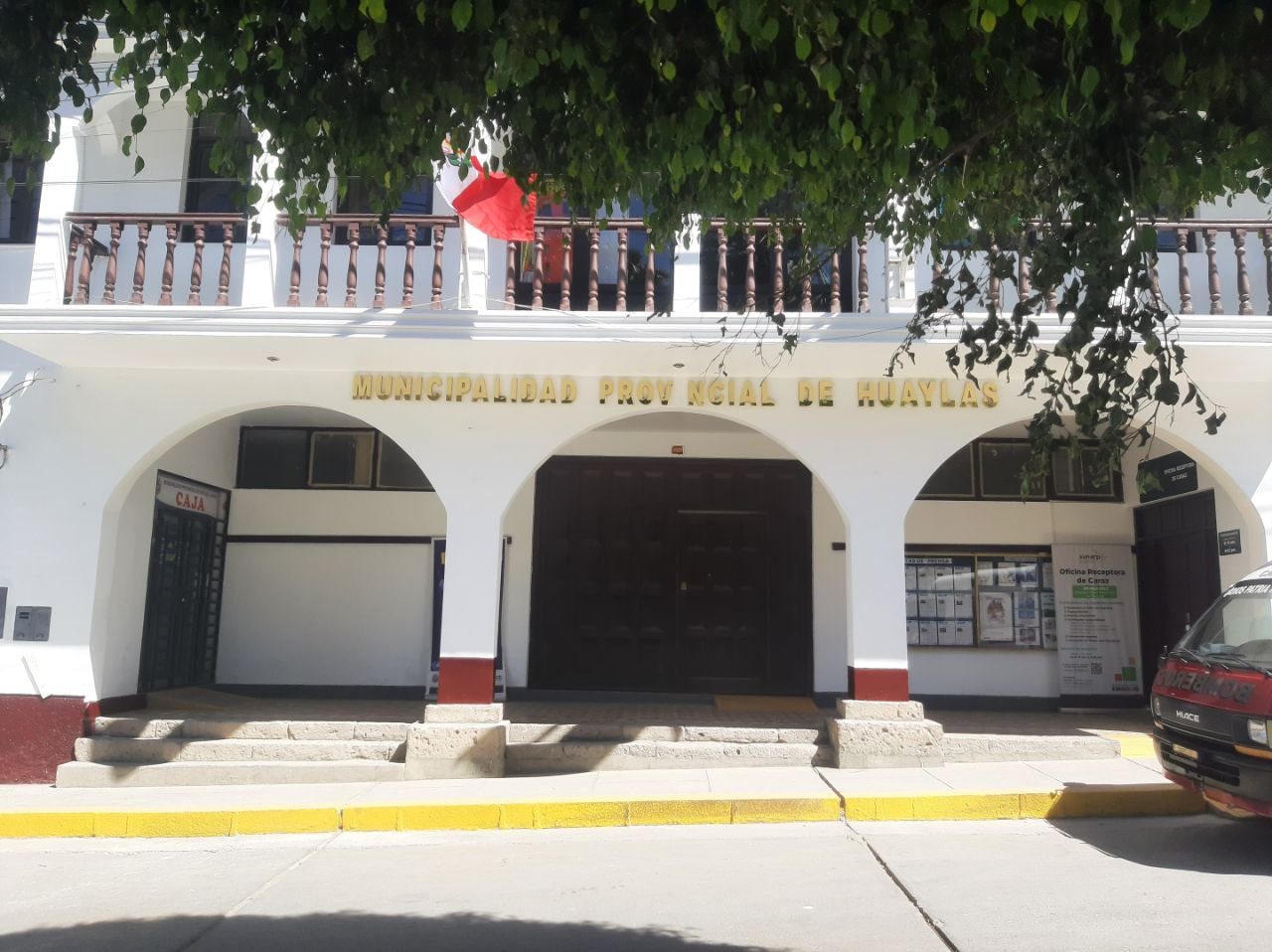
Municipalidad Provincial de Huaylas

  - Alcalde: José Felipe Espinoza Caballero, con el Partido Podemos Perú (PP).

- 2019 - 2022
  - Alcalde: Esteban Florentino Tranca, con el Movimiento Regional "El Maicito".

- 2015 - 2018
  - Alcalde: Renson Martínez Canchumani, con el Partido Alianza Para el Progreso (APP).

## Deportes

### Deportes Principales
El fútbol es el deporte más practicado en Caraz, que no solo se juega en ligas oficiales, sino también en campeonatos barriales, escolares y torneos relámpago. Desde pequeños, niños y jóvenes participan en equipos locales, lo que convierte al fútbol en una actividad central de la vida cotidiana. La Liga Distrital de Caraz aglutina a varios clubes que compiten anualmente en la Copa Perú, lo cual motiva la formación de nuevos talentos. El vóley ocupa el segundo lugar en popularidad, especialmente entre las mujeres. Es ampliamente practicado en los colegios, clubes y barrios, tanto en zonas urbanas como rurales. Las competencias femeninas de vóley suelen atraer mucha asistencia durante festividades patronales o celebraciones cívicas, donde se organizan torneos comunales. Además, el coliseo cerrado de Caraz y diversas losas deportivas públicas son puntos de encuentro para esta importante disciplina deportiva. El básquet ocupa el tercer lugar en Caraz, tiene una base sólida y talento notable, sobre todo en el nivel escolar. Instituciones como el Micelino Sandoval Torres y el Colegio Nacional "2 de Mayo", han formado generaciones de jugadores que han representado exitosamente a Caraz en torneos provinciales, regionales y departamentales, con un nivel técnico respetable.

### Deportes Emergentes
Las artes marciales como el karate, el taekwondo y el kung fu también se practican en academias privadas o programas de verano impulsados por promotores deportivos locales. Algunos dojos funcionan en ambientes comunales o coliseos escolares adaptados, y han formado jóvenes que compiten en torneos departamentales. Otra disciplina emergente es el tenis, en los últimos años ha empezado a generar interés, especialmente entre jóvenes que han tenido acceso a este deporte en vacaciones útiles, academias privadas o en viajes fuera de la ciudad. En eventos escolares o programas culturales, se han promovido exhibiciones y clases básicas, lo que ha motivado propuestas para crear una escuela de iniciación en tenis con apoyo de la municipalidad provincial o clubes privados interesados. Finalmente, los deportes de aventura también han ganado protagonismo gracias a su entorno natural de gran belleza y diversidad geográfica. Entre los más practicados destacan el ciclismo de montaña, el trekking, la escalada en roca, el canotaje en el río Santa, y el parapente, aunque este último de forma ocasional. Las rutas mediante operadores turísticos hacia la Laguna Parón, Laguna Miramar, y los caminos hacia el Cerro San Juan, son perfectos para este tipo de deporte.

### Instalaciones Deportivas

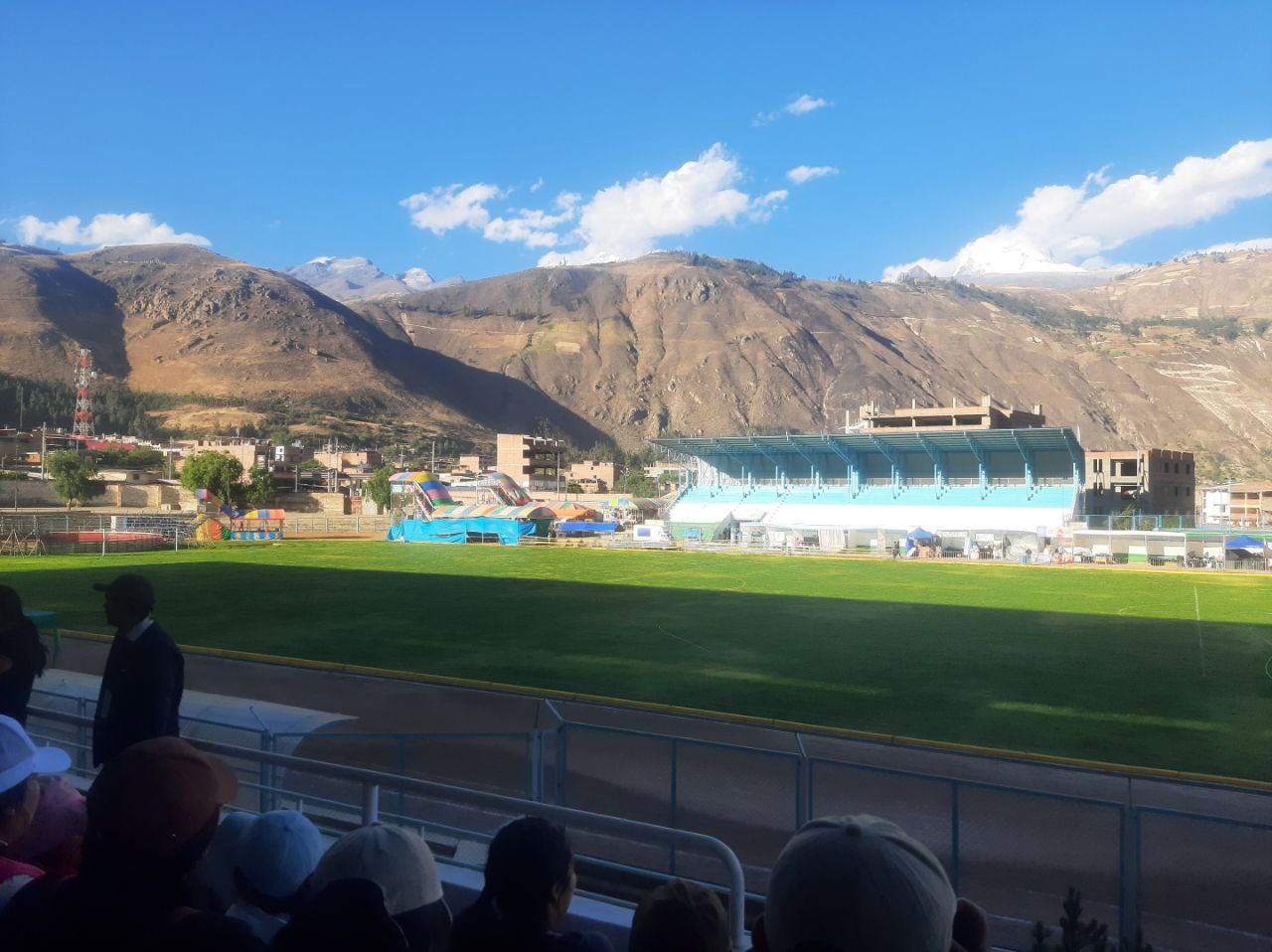
Vista del Estadio Municipal Gerardo Lara Guerrero - Caraz

- Vista del Estadio Municipal Gerardo Lara Guerrero - CarazEl Estadio Municipal “Gerardo Lara Guerrero”, es el principal recinto deportivo de la ciudad, sede de la Liga Distrital de Fútbol de Caraz y de la Copa Perú, así como los torneos escolares y eventos comunitarios. El campo de fútbol cuenta con dimensiones reglamentarias (90 x 60 m) y una capacidad de 5 000 espectadores siendo uno de los estadios más grandes en área de extensión de Áncash, recientemente fue remodelado e incluye un techado metálico que cubre las graderías principales (tribunas oeste y este), mejorando significativamente la protección contra el sol y la lluvia para el público. Esta instalación alberga clubes de futbol como Sporting Club Unión Caraz, Las Palmeras, Sport Rosario de Paty, Club Miraflores, Club Los Ángeles, entre otros.

- El Coliseo Cerrado “Amadeo Gadea Sánchez”, es otro escenario deportivo en Caraz funcional desde 1989 y con una capacidad aproximada de 3 000 espectadores. Se reinauguró en el 2021 con cubierta, piso de madera tipo machimbre y sistemas de iluminación modernos, además de baños, graderíos y tableros electrónicos, convirtiéndose en el escenario del básquet y el vóley.

- La Cancha de Tenis "Mario Soriano Villar", ubicada junto al Estadio Municipal, es el único espacio oficial deportivo para tenis en la ciudad. Cuenta con superficie nivelada y cerramiento perimetral, siendo sede del Caraz Tenis Club. Hoy en día su uso son para clases recreativas, iniciación escolar y exhibiciones durante eventos culturales específicas.

## Personajes Ilustres
- Augusto Alba Herrera (Caraz, 21 de julio de 1922 – Lima, 18 de abril de 2019): Reconocido maestro, historiador e investigador ancashino. Se formó como normalista en la Escuela de Tingua (Yungay) y ejerció la docencia desde 1942 hasta 1982, enseñando historia en colegios públicos de Caraz y Lima. Su amor por la investigación comenzó apoyando a su padre en labores municipales, lo que lo llevó a publicar su primer trabajo, Cien años de historia del Colegio Nacional 2 de Mayo. A lo largo de su vida, Alba Herrera escribió numerosos ensayos y libros sobre la historia de Ancash, entre ellos Huaraz, historia de un pueblo en transformación (1996) y Atusparia y la revolución campesina de 1885 (1985). Su contribución cultural fue ampliamente reconocida: en 2007 fue declarado “Patrimonio Cultural Vivo de Ancash” por el INC, recibió la Medalla de la Ciudad de Huaraz y la Llave de la Ciudad de Caraz, así como Palmas Magisteriales en 1988. Al jubilarse, donó un terreno para una Casa de la Cultura en Huaylas, y en 2013 la biblioteca municipal fue reinaugurada en su nombre. Hasta su fallecimiento, a los 96 años, siguió investigando y publicando, consolidándose como uno de los principales guardianes de la memoria histórica de Áncash.[27]

- Alfredo Sousa Almandoz  (Caraz, 6 de septiembre de 1904 – Lima, 26 de mayo de 1987): Influyente marino y funcionario del Estado peruano, nacido en Caraz. Egresado de la Escuela Naval en 1926 como alférez de fragata, desempeñó altos cargos en la Marina: sirvió en el submarino R‑2, participó en la guerra con Ecuador a bordo del R‑4 en 1941 y fue agregado naval en Gran Bretaña y Estados Unidos en los años 40. Ascendió a contralmirante en 1955 y más tarde a vicealmirante en 1961, siendo comandante de la Fuerza Fluvial del Amazonas y jefe del Estado Mayor del Comando Conjunto de las Fuerzas Armadas. En el ámbito político, durante el gobierno del general Manuel A. Odría, ocupó cargos ministeriales de alto nivel: fue Ministro de Marina (1955‑1956) y desempeñó funciones como Ministro interino de Relaciones Exteriores en 1956. Además, presidió la Comisión Peruana de Límites con Ecuador en 1951 y dirigió la Escuela Naval y Escuelas Técnicas en 1954. Su carrera combinó logros militares, académicos y diplomáticos, consolidándolo como una figura prominente en el servicio público peruano. [28]
- Rómulo Pajuelo Prieto (Caraz, 1944 – Caraz, 2018): Destacado docente, periodista y escritor-investigador cuya labor se enfocó en recopilar y difundir la memoria histórica, mitología y tradiciones de Huaylas. Tras graduarse como normalista en 1965, se convirtió en un referente cultural regional, reconocido incluso como “patrimonio cultural vivo” por su trabajo en la divulgación de folclore y patrimonio ancashino. Entre sus obras más importantes se encuentran Caraz: leyenda, tradición y ensueño (1984), Huaylas Mágico, que recopila mitos locales como la leyenda de “Negra Huacanan”, y Vida, muerte y resurrección (2002), testimonios sobre el sismo-alud de 1970. Además, es autor de Vientos de la adolescencia (2010) y Yungay: Ave Fénix (2010), volúmenes que aportan relatos vitales sobre la reconstrucción y cultura regional. Participó activamente en la Orden del Colegio de Periodistas del Perú, filial Ancash, y colaboró con la Municipalidad Provincial de Huaylas mediante Ediciones El Inca, impulsando publicaciones culturales en Caraz. Su legado se mantiene a través de libros y efemérides que rescatan identidad, memoria y valores de su región, siendo una fuente insustituible para la historia y cultura local.[29]
- Carlos Eduardo Zavaleta Rivera (Caraz, 7 marzo 1928 – Lima, 26 abril 2011): Destacado escritor, diplomático y docente universitario, parte de la influyente “Generación del 50” de escritores peruanos. Reconocido por renovar el cuento y la novela peruana al adaptar estilos de autores como Joyce y Faulkner, tanto en su producción literaria tanto en obras como Los Íngar (1955), El Cristo Villenas (1956) o Pálido pero sereno (1997) como en su labor crítica y traductora, desempeñándose también como diplomático cultural, representando al Perú en Bolivia, México, España e Inglaterra. [30]
- Augusto Mario Soriano Infante (Caraz, 1903 – Lima, 1974): Sacerdote, investigador e impulsor del patrimonio arqueológico ancashino. Tras fundar la Sociedad de Estudios Arqueológicos y Folklóricos de Ancash en 1934, asumió la dirección del Museo Arqueológico Regional de Áncash, institución que lleva su nombre. Dedicó casi cuatro décadas a la conservación y estudio de piezas como cerámica, textos, y arquitectura prehispánica, además de colaborar con Julio C. Tello en hallazgos significativos.[31]

## Ciudades Hermanas
- Mesa (Arizona) (Condado de Maricopa, Arizona, USA) es la única ciudad hermanada oficialmente con Caraz en una relación establecida desde 1987, la cual busca promover intercambios culturales, educativos y económicos entre ambas comunidades.[32]